# 세르지오 카를로

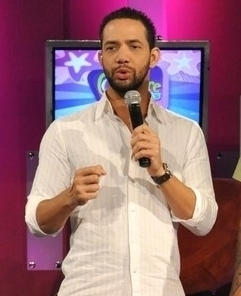

세르지오 카를로(Sergio Carlo, 1977년 3월 19일 ~ )는 도미니카 공화국의 배우이다.
산티아고데로스카바예로스에서 태어났다.

## 영화
- 체크메이트 (2011년)
- 트로픽 오브 블러드 (2010년) - 마놀로 타바레스 역